# KDM Shey
KDM Shey (bürgerlich Sindad Ansari) ist ein Rapper aus Bayern mit persischen Wurzeln. Erste Bekanntheit erlangte er unter dem Pseudonym Sheytan im Genre Horrorcore über das Label Horrorkore Entertainment von MC Basstard.

## Biografie
Bereits im Alter von 17 Jahren machte Sheytan mit dem Titel Wenn die Gondeln Trauer haben erstmals auf sich aufmerksam. Sein musikalischer Stil kombinierte düstere Klangbilder mit Einflüssen aus Gothic und sozialkritischem Straßenrap.
Im Jahr 2004 war er Mitglied der Rap-Formation ANR, die regional aktiv war. Ende 2005 gründete er gemeinsam mit seinem Freund Nima die Crew Flightmelody Produktions, womit der Grundstein für seine künstlerische Entwicklung gelegt wurde.
2007 wurde MC Basstard von Horrorkore Entertainment auf Sheytan aufmerksam, was schließlich zu einem Vertrag bei dem Label führte. Der Rapper arbeitet daraufhin an seinem Debütalbum mit dem Titel Gossik.
Nach seiner Zeit in Bayern zog Ansari nach New Jersey in den Vereinigten Staaten. 2008 kehrte er kurzzeitig nach Deutschland zurück, um am Horrorkore-Projekt Zeitzeugen mitzuwirken. In den USA veröffentlichte er mehrere Promotracks für sein geplantes Soloalbum Aus Liebe zur Gewalt, musste seine musikalischen Aktivitäten jedoch infolge einer Verhaftung unterbrechen, die ihm das Verlassen der USA untersagte. Nach Ablauf seiner Bewährungszeit kehrte er 2014 nach Deutschland zurück und nahm dort seine Musikkarriere wieder auf.
Seine letzte Veröffentlichung unter dem Künstlernamen Sheytan erschien 2014. Seit 2015 ist er als KDM Shey aktiv und bewegt sich stilistisch zunehmend im Bereich Autotune-Rap. In einem Interview von 2016 beschreibt Ansari seinen musikalischen Stil als "Autotune-Trap-Schlager". Gemeinsam mit seinem langjährigen Weggefährten KDM Karat bildet er das Duo Kalash Dadash Musik und veröffentlicht unter dem gleichnamigen Label seine Musik.

## Diskografie

### Alben
| Jahr | Albumname               | Künstler | Anmerkungen                |
| ---- | ----------------------- | -------- | -------------------------- |
| 2012 | Aus Liebe Zur Gewalt    | KDM Shey | veröffentlicht als Sheytan |
| 2015 | Rrrrah!                 | KDM Shey | –                          |
| 2017 | Dadash Mit Verlängerung | KDM Shey | –                          |
| 2017 | Keiner denkt an Jesus   | KDM Shey | –                          |
| 2022 | 50 Shades of Shey       | KDM Shey | –                          |
| 2023 | Dadash World            | KDM Shey | –                          |

### Kollaboalben
| Jahr | Albumname                      | Künstler                  | Anmerkungen                      |
| ---- | ------------------------------ | ------------------------- | -------------------------------- |
| 2014 | 9MM Grün Weiß Rot              | KDM Shey, KDM Karat       | veröffentlicht als Sheytan & 18K |
| 2015 | Kalash Dadash Musik            | KDM Shey, KDM Karat       | –                                |
| 2017 | Ein Dadash Kommt Selten Allein | Blokkmonsta, KDM Shey     | Hirntot Records                  |
| 2019 | Mashallah                      | KDM Shey, KDM Karat       | –                                |
| 2019 | Mashallah (Unek Remixes)       | KDM Shey, KDM Karat, Unek | Remixes von Unek                 |
| 2021 | Kein Filter                    | KDM Shey, GPC             | –                                |

### EPs
| Jahr | Titel                         | Künstler                                 | Anmerkungen |
| ---- | ----------------------------- | ---------------------------------------- | ----------- |
| 2017 | Bando am Wasser               | KDM Shey                                 | –           |
| 2017 | Einhorn mit Verlängerung      | KDM Shey, Juicy Gay                      | –           |
| 2018 | Räuber oder Koch              | KDM Shey, GPC, Donvtello                 | –           |
| 2019 | Gebrochenes Herz              | KDM Shey                                 | –           |
| 2019 | Mischkonsum                   | Crystal F, KDM Shey, Tamas               | –           |
| 2019 | Keeping up mit den Dadashians | KDM Shey, Asadjohn                       | –           |
| 2019 | Subudrill EP                  | KDM Shey, Asadjohn                       | –           |
| 2020 | Für immer wach EP             | Speedbulls, KDM Shey, Lars Lichtgestalth | –           |
| 2023 | X-Mas Talk                    | KDM Shey, Kiid Cody                      | –           |

### Singles
| Jahr | Titel Album                                             | Künstler                                                     | Anmerkungen      |
| ---- | ------------------------------------------------------- | ------------------------------------------------------------ | ---------------- |
| 2017 | AfD                                                     | KDM Shey, Juicy Gay                                          | offline genommen |
| 2018 | 45er ACP Ein Dadash Kommt Selten Allein                 | Blokkmonsta, KDM Shey                                        | –                |
| 2018 | Es kommt wie es kommt Ein Dadash Kommt Selten Allein    | Blokkmonsta, KDM Shey                                        | –                |
| 2018 | Monster mit Verlängerung Ein Dadash Kommt Selten Allein | Blokkmonsta, KDM Shey                                        | –                |
| 2018 | Ba Ba Bow                                               | KDM Shey                                                     | –                |
| 2018 | Bando                                                   | KDM Shey, GPC, Donvtello                                     | –                |
| 2019 | Unkorrekt Mashallah                                     | KDM Shey, KDM Karat                                          | –                |
| 2019 | Gott sei Dank Mashallah                                 | KDM Shey, KDM Karat                                          | –                |
| 2019 | Überleben (Remix) Mashallah                             | KDM Shey, KDM Karat, Blokkmonsta, Juicy Gay                  | –                |
| 2019 | Schnee                                                  | Unek, KDM Shey                                               | –                |
| 2019 | Helikopter Keeping up mit den Dadashians                | KDM Shey, Asadjohn, Fruchtmax, Donvtello, Fang, Opti Mane    | –                |
| 2019 | Waffen                                                  | KDM Shey, James Jetski, Lars Lichtgestalth                   | –                |
| 2020 | Corona Ballade                                          | KDM Shey, Fang                                               | –                |
| 2020 | Nicht schlau                                            | KDM Shey                                                     | –                |
| 2020 | Teufelskreis                                            | Lorenz, Urbach, Chari, KDM Shey                              | –                |
| 2020 | Bando Ballade                                           | KDM Shey                                                     | –                |
| 2020 | Push es                                                 | KDM Shey, Yung FSK18                                         | –                |
| 2021 | Trick 17                                                | GPC, KDM Shey                                                | –                |
| 2021 | SchwarzeKatzeRoterLack                                  | Grafi, KDM Shey                                              | –                |
| 2021 | Eastcoast                                               | KDM Shey, Pre$$ Brixxx                                       | –                |
| 2021 | Probleme mit Vati                                       | Doktor Sterben, KDM Shey                                     | –                |
| 2021 | 100 auf K                                               | KDM Shey                                                     | –                |
| 2021 | Notlage                                                 | KDM Shey                                                     | –                |
| 2021 | Mountain Dew Kein Filter                                | KDM Shey, GPC                                                | –                |
| 2021 | Sternchen Kein Filter                                   | KDM Shey, GPC                                                | –                |
| 2021 | Gewichtsverlust Kein Filter                             | KDM Shey, GPC                                                | –                |
| 2021 | 6 Gramm Kein Filter                                     | KDM Shey, GPC, Hugo Nameless                                 | –                |
| 2021 | 3 Goats Kein Filter                                     | KDM Shey, GPC, Hugo Nameless                                 | –                |
| 2021 | Getrobbed                                               | KAIBA, KDM Shey                                              | –                |
| 2021 | Ahhhhh 50 Shades of Shey                                | KDM Shey, beslik meister                                     | –                |
| 2021 | GuMo 50 Shades of Shey                                  | KDM Shey                                                     | –                |
| 2021 | Trete ein                                               | Uncle F, KDM Shey                                            | –                |
| 2021 | Breitengrad 50 Shades of Shey                           | KDM Shey, CAN MIT ME$$R, beslik meister                      | –                |
| 2021 | Hohe Toleranz                                           | Blocctwinmanzhi, KDM Shey, Tra, Gera Berlin, YGT, Dietrich42 | –                |
| 2021 | Müsteris                                                | Fruchtmax, KDM Shey                                          | –                |
| 2022 | Kuckucksnest 50 Shades of Shey                          | KDM Shey                                                     | –                |
| 2022 | Was ich will 50 Shades of Shey                          | KDM Shey, Hugo Nameless                                      | –                |
| 2022 | Untertitel 50 Shades of Shey                            | KDM Shey, t-low, Heinie Nüchtern                             | –                |
| 2022 | Geige 50 Shades of Shey                                 | KDM Shey, CAN MIT ME$$R                                      | –                |
| 2022 | Prince of Persia                                        | KDM Shey                                                     | –                |
| 2022 | Get Robbed 2                                            | KAIBA, KDM Shey                                              | –                |
| 2022 | Palast                                                  | Doktor Sterben, KDM Shey                                     | –                |
| 2022 | Langer Kopf 50 Shades of Shey                           | KDM Shey                                                     | –                |
| 2022 | Ruhestörung 50 Shades of Shey                           | KDM Shey, Blocctwinmanzhi                                    | –                |
| 2022 | Krumme Zähne                                            | Blocctwinmanzhi, Blocctwinbendo, KDM Shey                    | –                |
| 2022 | Denver Clan                                             | Hugo Nameless, KDM Shey, Blocctwinbendo, Blocctwinmanzhi     | –                |
| 2022 | Lichter                                                 | KDM Shey                                                     | –                |
| 2023 | Opiate Opiate                                           | KDM Shey, beslik meister, Lando                              | –                |
| 2023 | Peter Giesel                                            | KDM Shey, Blocctwinmanzhi, Hugo Nameless                     | –                |
| 2023 | Kopf gefangen                                           | Binyam, KDM Shey, Doktor Sterben                             | –                |
| 2023 | 6 in Mathe Dadash World                                 | KDM Shey, negatiiv OG                                        | –                |
| 2023 | Apotheker Dadash World                                  | KDM Shey                                                     | –                |
| 2023 | Donuts Dadash World                                     | KDM Shey                                                     | –                |
| 2023 | Dadash Langstrumpf Dadash World                         | KDM Shey                                                     | –                |
| 2023 | Fickverbot Dadash World                                 | KDM Shey                                                     | –                |
| 2023 | Painkillers X-Mas Talk                                  | KDM Shey, Kiid Cody                                          | –                |
| 2023 | Nix geschenkt X-Mas Talk                                | KDM Shey, Kiid Cody                                          | –                |
| 2023 | Zittern zu zweit                                        | KDM Shey                                                     | –                |
| 2024 | Saskia                                                  | KDM Shey, Lando                                              | –                |
| 2024 | Tuc Cracker                                             | Money Boy, KDM Shey                                          | –                |
| 2024 | Kerzen (Deine Freunde sterben)                          | KDM Shey, Blocctwinbendo                                     | –                |
| 2024 | Dirty Dew                                               | KDM Shey                                                     | –                |
| 2024 | Multikulti (Junkies)                                    | KDM Shey, Kiid Cody                                          | –                |
| 2024 | Ein Gebet                                               | KDM Shey                                                     | –                |
| 2025 | Adam (Dirty Talk 1)                                     | KDM Shey, Kiid Cody                                          | –                |
| 2025 | AfD Wähler (Flüchtling)                                 | KDM Shey, Prod by OG Berger                                  | –                |

### Remix-Singles
- 2019: Gras in der Luft (The Belgian Stallion Remix) (mit Crystal F, Tamas, Nils Davis, zero/zero)
- 2020: Corona Ballade (Lars Lichtgestalth Techno Remix)
- 2025: Dadash Langstrumpf (The Belgian Stallion Remix)